# Rißsattel
Der Rißsattel (das „Kanapee“) ist ein 1217 m ü. NHN hoher Sattel in den Kocheler Bergen.

## Geographie
Der Sattel ist eine nur wenig eingeschnittene Scharte im langen Bergzug zwischen Wallgau und Sylvensteinspeicher, der auch als Isar- und Ochsensitzer Berge bezeichnet wird. Er erhebt sich direkt bei Vorderriß und ist von Süden durch einen steilen Steig erschlossen. Nördlich führt er weniger steil in Richtung Jachenau.
Insbesondere ermöglicht der steile Abfall freie Sichten ins südlich gelegene Rißtal und ins Karwendel.
Über den Rißsattel führt seit über 300 Jahren jeweils an Maria Himmelfahrt (15. August) die jährliche Wallfahrt der Jachenauer zur Kirche Maria Heimsuchung in Hinterriß.